# Satamasaaret
Satamasaaret är öar i Finland. De ligger i Finska viken och i kommunen Borgå i den ekonomiska regionen  Borgå i landskapet Nyland, i den södra delen av landet. Öarna ligger omkring 23 kilometer öster om Helsingfors.
Arean för den av öarna koordinaterna pekar på är 2,3 hektar och dess största längd är 230 meter i öst-västlig riktning.